# Domina
Domina è una serie televisiva italo-britannica di genere storico-biografico, creata da Simon Burke e basata sulla vita di Livia Drusilla, moglie dell'imperatore romano Augusto.

## Trama
Livia Drusilla, figlia di Livio Druso, un senatore romano dai forti sentimenti repubblicani, assiste alla rovina della propria famiglia per mano degli uomini di Gaio, il futuro imperatore Augusto. Prigioniera di un matrimonio infelice, per salvare se stessa e i due figli è proprio allo storico nemico che si rivolgerà in cerca di aiuto. Sposando Gaio Cesare diventa la donna più potente di Roma, e affianca il marito, che nel tempo impara ad amare, con astuti consigli politici e spregiudicate azioni a volte illecite. Un affresco della Roma lacerata dalle guerre civili che si succedono da decenni, dopo l'assassinio di Giulio Cesare da parte di Bruto e Cassio.

## Episodi
| Stagione         | Episodi | Prima TV |
| ---------------- | ------- | -------- |
| Prima stagione   | 8       | 2021     |
| Seconda stagione | 8       | 2023     |

## Personaggi e interpreti

### Personaggi principali
- Livia Drusilla (stagioni 1-2), interpretata da Kasia Smutniak (adulta) e da Nadia Parkes (giovane), doppiata da Valentina Favazza (adulta) e da Veronica Benassi (giovane).
Nobildonna romana, terza moglie di Gaio Giulio Cesare Ottaviano, primo imperatore di Roma. Proveniente da una famiglia repubblicana, ma abbastanza pragmatica da unirsi a Gaio Giulio per sopravvivevenza e sviluppa per il marito un amore sincero, ma resta fedele al suo proposito di restaurare la Repubblica.
- Gaio Giulio Cesare Augusto (stagioni 1-2), interpretato da Matthew McNulty (adulto) e da Tom Glynn-Carney (giovane), doppiato da Edoardo Stoppacciaro (adulto) e da Davide Perino (giovane).
Figlio adottivo del dittatore Giulio Cesare e uomo più potente di Roma. Secondo marito di Livia e futuro primo imperatore romano.
- Tiberio Claudio Nerone (stagioni 1-2), interpretato da Enzo Cilenti, doppiato da Simone D'Andrea.
Primo marito di Livia. Viene eliminato con delle ostriche avvelenate con la cicuta da Antigone.
- Libone (stagione 1), interpretato da Peter Campion, doppiato da Stefano Crescentini.
Fratello di Scribonia, accoglie Livia e Nerone dopo l’esilio in Sicilia.
- Gneo Calpurnio Pisone (stagioni 1-2), interpretato da Darrell D'Silva, doppiato da Paolo Marchese.
Amico di Livio Druso e alleato di Livia, per lei è come un secondo padre, e come un nonno per i suoi figli.
- Marco Antonio (stagione 1), interpretato da Liam Garrigan, doppiato da Francesco Pezzulli.
Console di Roma, sposa in quarte nozze Ottavia, sorella di Gaio Giulio. Prima alleato e poi nemico, viene sconfitto dallo stesso Giulio e costretto al suicidio.
- Marco Vipsanio Agrippa (stagioni 1-2), interpretato da Ben Batt (adulto) e da Oliver Huntingdon (giovane), doppiato da Marco Foschi (adulto) e da Flavio Aquilone (giovane).
Amico d'infanzia di Gaio Giulio e uno dei suoi consiglieri principali, oltre che principale generale. Secondo marito di Giulia, figlia di Gaio Giulio.
- Ottavia (stagioni 1-2), interpretata da Claire Forlani (adulta) e da Alexandra Moloney (giovane), doppiata da Claudia Catani (adulta) e da Domitilla D'Amico (giovane).
Sorella di Gaio e quarta moglie di Marco Antonio, madre di Marcello, Marcella, Antonia maggiore e Antonia minore, oltre che matrigna di Iullo, figlio di Antonio da una precedente moglie.
- Scribonia (stagioni 1-2), interpretata da Christine Bottomley (adulta) e da Bailey Spalding (giovane), doppiata da Chiara Colizzi (adulta) e da Letizia Ciampa (giovane).
Seconda moglie di Gaio e madre di Giulia. Acerrima nemica di Livia.
- Antigone (stagione 1), interpretata da Colette Dalal Tchantcho (adulta) e da Melodie Wakivuamina (giovane), doppiata da Alessia Amendola (adulta) e da Vittoria Bartolomei (giovane).
Ancella e migliore amica di Livia, viene liberata da Livio Druso. Esperta nell'uso di erbe e veleni. Muore nel lasso temporale tra la prima e la seconda stagione, lasciando il marito Ticone a crescere la loro bambina.
- Marco Livio Druso Claudiano (stagione 1), interpretato da Liam Cunningham, doppiato da Rodolfo Bianchi.
Padre di Livia, morto suicida dopo la battaglia di Filippi.
- Ticone (stagioni 1-2), interpretato da Alex Lanipekun, doppiato da Guido Di Naccio.
Marito di Antigone ed ex schiavo liberato, fedele a Livia e suo grande amico.
- Balbina (stagione 1), interpretata da Isabella Rossellini.
Proprietaria di un lupanare. Acquista Antigone che anni dopo viene liberata da Livia, per vendicarsi Antigone l'avvelena con dell'uva.
- Marcello (stagione 1), interpretato da Finn Bennett, doppiato da Manuel Meli.
Figlio di Ottavia, adottato da suo zio Gaio per diventare suo erede. Viene avvelenato per mezzo della belladonna grazie ad un astuto intrigo ordito da Livia, Antigone e Ticone.
- Tiberio (stagioni 1-2), interpretato da Earl Cave (stagione 1) e da Benjamin Isaac (stagione 2), doppiato da Alex Polidori.
Figlio di Livia e Nerone e futuro secondo imperatore. Giovane profondamente insicuro e tormentato, non ha un buon rapporto con la madre. Le uniche persone per cui prova un amore sincero sono il fratello Druso e la prima moglie Vipsania.
- Mecenate (stagione 1), interpretato da Youssef Kerkour, doppiato da Simone Mori.
È un poeta, amico d'infanzia di Gaio e Agrippa e uno dei consiglieri principali.
- Giulia (stagioni 1-2), interpretata da Liah O'Prey, doppiata da Margherita De Risi.
Figlia di Gaio e Scribonia. In seguito si sposa con Marcello ed inizia una relazione segreta con Iullo, che ama da sempre. Sposa successivamente Agrippa, con il quale ha cinque figli, e, alla sua morte, il fratellastro Tiberio.
- Domizio (stagione 2), interpretato da David Avery, doppiato da Marco Vivio.
Generale, console e marito di Antonia.
- Vipsania (stagione 2), interpretata da Joelle, doppiata da Veronica Puccio.
Figlia di Agrippa e prima moglie di Tiberio, del quale è realmente innamorata, ma che è costretta a lasciare affinché lui sposi Giulia. Da lui avrà il figlio Drusillo.
- Turia (stagione 2), interpretata da Alexandra Moen, doppiata da Domitilla D'Amico.
Somma sacerdotessa, un tempo amica di Livia.

### Personaggi secondari
- Marco Licinio Crasso (stagione 1), interpretato da Lex Shrapnel, doppiato da Gianfranco Miranda.
Console e politico, amante di Scribonia.
- Corvino (stagione 1), interpretato da Anthony Barclay, doppiato da Francesco Sechi.
Console e politico.
- Druso (stagioni 1-2), interpretato da Ewan Horrocks, doppiato da Federico Campaiola.
Figlio minore di Livia e Nerone, diventerà un rispettato generale dell’esercito di Augusto. Muore a causa dell’infezione causata da una ferita tra le braccia della moglie Antonina e del fratello Tiberio, al quale è estremamente legato.
- Iullo (stagioni 1-2), interpretato da Oliver Dench e da Joseph Ollman, doppiato da Luca Mannocci.
Figlio di Marco Antonio, allevato da Ottavia. All'insaputa di Marcello, inizia una relazione segreta con Giulia, della quale è innamorato da sempre.
- Antonia (stagioni 1-2), interpretata da Emma Canning (stagione 1) e da Hannah Chinn (stagione 2), doppiata da Giulia Franceschetti.
Figlia maggiore di Marco Antonio e Ottavia. Diventa la moglie di Domizio.
- Antonina (stagioni 1-2), interpretata da Beau Gadson (stagione 1) e da Isabelle Connolly (stagione 2), doppiata da Letizia Ciampa (stagione 2).
Figlia minore di Marco Antonio e Ottavia. Diventa la moglie di Druso, del quale è molto innamorata, e madre dei sui figli: Germanico, Livilla e Claudio.
- Marcella (stagioni 1-2), interpretata da Alaïs Lawson, doppiata da Elena Perino.
Sorella maggiore di Marcello, moglie prima di Agrippa e poi di Iullo, viene annegata da quest’ultimo e da Giulia.
- Aprio (stagione 1), interpretato da Pedro Leandro.
Schiavo ispanico di Marcello e suo amante. Viene incolpato dell'avvelenamento di Marcello e strangolato e sepolto da Ticone, all'insaputa di tutti.
- Fortunata (stagione 1), interpretata da Claudia Stecher.
Schiava germanica di Scribonia. Dopo la morte di Marcello viene venduta, ma Antigone la ritrova e la libera.
- Porzia (stagioni 1-2), interpretata da Alana Boden, doppiata da Emanuela Ionica.
Cugina di Livia e promessa sposa di Vilbia. Diventerà l'amante della vestale Aurelia.
- Gemina (stagione 2), interpretata da Yuliia Sobol, doppiata da Lucrezia Marricchi.
Schiava germanica liberata da Druso.
- Ursa (stagione 2), interpretata da Mia Jenkins, doppiata da Vittoria Bartolomei.
Ex prostituta e nuova schiava di Livia.
- Vistilio (stagione 2), interpretato da Ethan Moorhouse.
Legato di Druso in Germania.
- Vilbia (stagione 2), interpretato da Elliot Barnes-Worrell, doppiato da Simone Crisari.
Uomo d'affari che viene tradito da Livia dopo averlo promesso sposo a sua cugina Porzia.
- Musca (stagione 2), interpretato da Nathan Welsh, doppiato da Alberto Franco. Fratello di Vilbia.
- Aurelia (stagione 2), interpretata da Lilit Lesser.
Vestale amante di Porzia e per questo ricattata da Livia.
- Strabone (stagione 2), interpretato da Fabrizio Romagnoli.
Centurione al comando delle guardie di Livia.
- Ballomar (stagione 2), interpretato da Wolf Danny Homann.
Ausiliare germanico dell'esercito romano sul Reno. Agisce come guida nei territori della Germania.

## Produzione
La serie è stata annunciata per la prima volta il 21 novembre 2019. Nel marzo 2022 è stata rinnovata per una seconda stagione.
Nell'aprile 2024 la serie è stata cancellata dopo due stagioni.

### Riprese
Le riprese della serie, che si sono svolte negli studi di Cinecittà a Roma, sono iniziate il 21 novembre 2019, ma sono state bloccate nei primi mesi del 2020 a causa della pandemia di COVID-19, per poi ripartire il 2 agosto dello stesso anno. Le riprese della seconda stagione si sono svolte a Cinecittà nel 2022.

## Promozione
Il teaser è stato diffuso online il 22 marzo 2021, mentre il trailer completo è stato pubblicato il 9 aprile seguente.

## Distribuzione
In Italia, l'intera prima stagione è stata resa disponibile dal 14 maggio 2021 su Sky Box Sets e in streaming su Now e trasmessa il giorno stesso su Sky Atlantic. Nel Regno Unito è stata pubblicata lo stesso giorno su Sky Box Sets e in streaming su Now e trasmessa su Sky Atlantic. Negli Stati Uniti, la serie ha debuttato il 6 giugno 2021 su Epix.
In Italia la seconda stagione è stata trasmessa dall'8 al 29 settembre 2023 su Sky Atlantic e distribuita su Now. Negli Stati Uniti la seconda stagione è stata trasmessa su MGM+ (ex Epix) a partire dal 9 luglio 2023.

## Accoglienza

### Critica
Sull'aggregatore di recensioni Rotten Tomatoes la prima stagione ottiene il 78% delle recensioni professionali positive, con un voto medio di 6,3 su 10 basato su 9 critiche,
Brad Newsome del The Sydney Morning Herald assegna alla serie 4 stelle su 5, scrivendo: "la storia è avvincente, e il cast è formidabile". Il sito web Movieplayer dà alla serie un punteggio di 3,5 stelle su 5, elogiando in particolar modo la protagonista, la scenografia e i costumi, criticando però i dialoghi, considerati troppo moderni.